# Соколов, Николай Николаевич (военный юрист)
Николай Николаевич Соколов (род. 21 июля 1923, Аткарск) — советский военный юрист и общественный деятель, и. о. председателя Президиума Федерации хоккея СССР. Генерал-майор юстиции (1969). Заслуженный юрист РСФСР.

## Биография
Из семьи служащих. В 1941—1943 годах — курсант Ленинградского ордена Ленина Краснознаменного Военно-инженерного училища им. Жданова, затем командир взвода курсантов. Участник Великой Отечественной войны, командир понтонной роты 87 отдельного моторизированного Верхнеднепровского орденов Красного Знамени, Кутузова и Александра Невского понтонно-мостового батальона 2-го Белорусского фронта. В 1952 году с отличием окончил Военно-юридическую академию Советской армии и направлен на работу в аппарат Военной коллегии Верховного суда СССР, где работал секретарём отдела, инспектором, старшим инспектором судебного состава, а затем — заместителем начальника отдела кадров. С 1959 года — председатель военного трибунала 52-й воздушной истребительной армии ПВО Московского округа ПВО. С 1960 года — заместитель председателя, с 1963 по 1984 год — председатель военного трибунала Московского военного округа. Рекордмсен по времени пребывания на этой должности (21 год). С 1984 по 1989 год — старший инспектор при председателе Спорткомитета РСФСР.

## Общественная деятельность
С 1973 года избирался в руководящие органы Федерации хоккея СССР: член Президиума федерации, с 1985 года — заместитель председателя, в 1987—1989 годах — исполняющий обязанности председателя Президиума Федерации хоккея СССР. В период его руководства федерацией сборная СССР в последний раз выиграла Олимпийские игры. Был освобождён от должности через 10 дней после побега Александра Могильного в США.

## Награды
- Орден Отечественной войны I степени (1985)
- Орден Трудового Красного Знамени
- Орден Красной Звезды
- Орден «За службу Родине в Вооружённых Силах СССР» III степени
- Медали